# Форейкер (Оклахома)
Форейкер (англ. Foraker) — місто (англ. town) в США, в окрузі Осадж штату Оклахома. Населення — 18 осіб (2020).

## Географія
Форейкер розташований за координатами 36°52′20″ пн. ш. 96°34′9″ зх. д. / 36.87222° пн. ш. 96.56917° зх. д. (36.872160, -96.569116).  За даними Бюро перепису населення США в 2010 році місто мало площу 0,56 км², уся площа — суходіл.

## Демографія
Згідно з переписом 2010 року, у місті мешкало 19 осіб у 8 домогосподарствах у складі 6 родин. Густота населення становила 34 особи/км².  Було 11 помешкання (20/км²).
Расовий склад населення:
| - 89,5 % — білих - 5,3 % — корінних американців |

До двох чи більше рас належало 5,3 %. Частка іспаномовних становила 5,3 % від усіх жителів.
За віковим діапазоном населення розподілялося таким чином: 26,3 % — особи молодші 18 років, 47,4 % — особи у віці 18—64 років, 26,3 % — особи у віці 65 років та старші. Медіана віку мешканця становила 37,5 року. На 100 осіб жіночої статі у місті припадало 111,1 чоловіків;  на 100 жінок у віці від 18 років та старших — 75,0 чоловіків також старших 18 років.
Цивільне працевлаштоване населення становило 2 особи. 